# Kret czarnomorski
Kret czarnomorski (Talpa levantis) – gatunek ssaka z rodziny kretowatych (Talpidae).
Zamieszkuje tereny Rosji, Bułgarii i Turcji. 

## Podgatunki
Wyróżnia się cztery podgatunki:
- Talpa levantis levantis
- Talpa levantis minima
- Talpa levantis talyschensis
- Talpa levantis transcaucasica